# Richard John Burde
Pour les articles homonymes, voir Burde.
Richard John Burde (29 juillet 1871-17 décembre 1954) est un homme politique canadien de la Colombie-Britannique. Il est député provincial libéral indépendant de la circonscription britanno-colombienne d'Alberni de 1919 à 1928.